# Deiffelt (België)
Deiffelt is een gehucht in de deelgemeente Beho van Gouvy in de Waalse provincie Luxemburg, België, op de grens met Duitstalige Gemeenschap.
In Deiffelt wordt van oudsher Duits gesproken, maar het behoorde wel al sinds 1839 bij België. Bij de vastlegging van de taalgrens in 1962 is Deiffelt niet bij het Duitse taalgebied ingedeeld. Velen spreken echter nog steeds Duits.

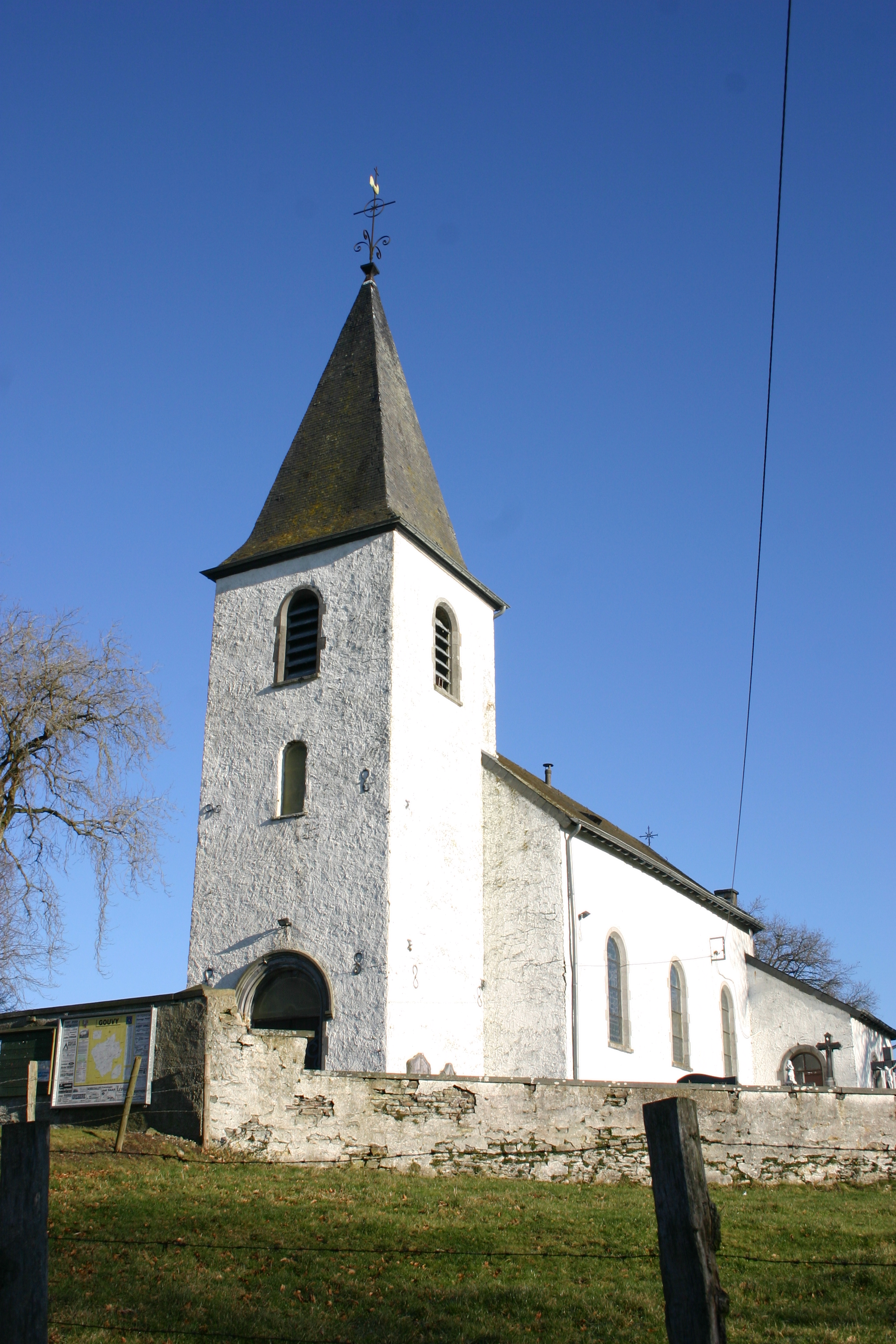
Sint-Lambertkerk

Deelgemeenten: Beho · Bovigny · Cherain · Limerlé · Montleban

Overige dorpen: Baclain · Brisy · Cherapont · Cierreux · Courtil · Deiffelt · Gouvy · Halconreux · Hallonru · Honvelez · Langlire · Lomré · Ourthe · Renglez · Rettigny · Rogery · Sterpigny · Steinbach · Vaux · Wathermal

Belgische gemeenten · Arrondissement Bastenaken · Luxemburg · Wallonië